# Astro Boy (film)
Az Astro Boy 2009-es kínai–amerikai–hongkongi–japán 3D-s számítógépes animációs film, amely Tezuka Oszamu azonos című mangasorozata alapján készült. Az animációs játékfilm rendezője David Bowers, producerei Maryann Garger és Kuzuka Yayoki. A forgatókönyvet Timothy Hyde Harris és David Bowers írta, a zenéjét John Ottman szerezte. A mozifilm az Imagi Animation Studios gyártásában készült, a Summit Entertainment forgalmazta. Műfaja zenés filmvígjáték.

## Cselekmény
Metro City egy csillogó nagyváros, amelynek helye az égen van. Ott hozza létre Dr. Tenma (Nicolas Cage) Astro Boy-t (Freddie Highmore), azzal a szándékkal, hogy helyettesítse az elveszett fiát. Az Astro Boy rendkívüli erővel rendelkezik, az emberi tulajdonságokkal a legjobban felruházva van. Kiszorítása után, mivel nem teljesítette a Tenma által generált elvárásokat, Astro Boy-nak meg kell tanulnia robotként élni, és el kell fogadnia azt a tényt, hogy nem ember. Stone elnök (Donald Sutherland) csapatai üldözik, aki meg akarja venni az energiaforrást, amelyet Astro Boy hordoz magában. Meneküléshez a földre zuhan. Zavarodottan és az új valóság megértése nélkül úgy dönt, hogy embernek tetteti magát egy utcai gyermekcsoporttal.